# Transformers: The Last Knight
Pour les articles homonymes, voir Transformers (homonymie).
Série Transformers
Transformers : L'Âge de l'extinction
(2014) Bumblebee
(2018)
Pour plus de détails, voir Fiche technique et Distribution.
Transformers: The Last Knight, ou Transformers : Le Dernier Chevalier au Québec, est un film de science-fiction américano-sino-canado-mexicain réalisé par Michael Bay et sorti en 2017.
C'est le cinquième opus de la série après Transformers (2007), Transformers 2 : La Revanche (2009), Transformers 3 : La Face cachée de la Lune (2011) et Transformers : L'Âge de l'extinction (2014).
Les Humains sont en guerre contre les Transformers. Optimus a disparu. Cade Yeager, Bumblebee, un Lord et une aristocrate professeur d'Oxford faisant partie des Witwiccans s'allient pour contrer la menace qui arrive. Optimus est de retour changé en Némésis Prime par Quintessa, la créatrice des Transformers qui cherche à s'emparer du bâton de Merlin pour tuer la Terre, Unicron. Car la survie de l'humanité réside dans l'histoire cachée des Transformers sur Terre remontant à la légende arthurienne.

## Synopsis
Il y a 1600 ans, en Angleterre, le roi Arthur et ses chevaliers sont sur le point d'être défaits lors d'une bataille médiévale. Leur seul espoir réside en Merlin le magicien. Celui-ci s'aventure dans un vaisseau extraterrestre et demande de l'aide aux occupants. Il a gardé le secret de leur existence, mais maintenant il a besoin d'eux. Il parvient à convaincre un chevalier Transformers qui lui remet « le Bâton », un mystérieux artefact, lui permettant de contrôler un dragon de métal géant, Dragonstorm. La créature fond sur l'ennemi et Camelot gagne la bataille.
De nos jours, Optimus Prime dérive inconscient dans l'espace. Sur Terre, une mystérieuse et gigantesque corne métallique sort de la mer. Les Transformers sont interdits de séjour et une nouvelle force, la TRF (Transformers Reaction Force) a été mise en place pour les traquer, bien qu'ils aient trouvé refuge dans certains endroits comme Cuba, où Seymour Simmons abrite notamment les Wreckers restants (Topspin/Volleybot, Roadbuster et Rotostorm). Les Transformers continuent d'arriver en vagues tandis que la NASA détecte un gigantesque objet inconnu approchant rapidement de la Terre.
À Chicago, quatre enfants entrent dans une zone interdite dévastée et tombent sur un vaisseau Transformers écrasé avec un occupant toujours vivant. Des Sentinelles-robots de la TRF les appréhendent mais une jeune fille intervient et parvient à neutraliser deux sentinelles aidée par Sqweeks, un minuscule robot. Elle emmène les enfants à l'abri sous un Transformers nommé Canopy. Mais une frappe aérienne touche le robot qui meurt sous les yeux de la jeune fille. Cade Yeager et Bumblebee débarquent alors et détruisent la dernière sentinelle. Cade conduit ensuite les enfants hors de la zone avant de retourner au vaisseau écrasé, mais son pilote meurt, juste après avoir demandé à Cade de prendre un étrange talisman que ce dernier décline.
Les forces terrestres de la TRF, commandées par Santos, capturent alors Cade, surveillé au loin par Barricade (le seul Decepticon survivant de la bataille de Chicago), tandis que le talisman se robotise et s'échappe du vaisseau. Cade refuse de divulguer où sont les autres Transformers puis Bumblebee déboule et use d'un stratagème pour envoyer au tapis une partie du commando. Le colonel Lennox arrive à son tour et essaie de calmer Cade et Bee. Cependant, l'apparition de Hound règle les choses. Cade, Bee et Hound repartent, mais la TRF parvient à placer un traceur sur Bumblebee.
L'analyse du pilote indique que c'est un Transformers très ancien. Barricade, sous surveillance militaire, révèle à son insu que Megatron veut s’emparer du talisman, un objet qui le conduira au Bâton (apparemment une arme), et que la TRF peut les y conduire.
Parallèlement, le voyage d'Optimus dans l'espace s'achève sur la surface ravagée de Cybertron. Il rencontre et attaque Quintessa, une créature qui prétend être sa « Créatrice » et la « Prime de la Vie ». Elle l’immobilise facilement et l'accuse d'avoir détruit son monde qu'il devra désormais sauver, ou sa race disparaîtra.
Cade rentre chez lui et se rend compte avec surprise que le talisman est dans son véhicule. Au même moment, au château Folgan, Cogman, un majordome Transformers humanoïde, montre à son maître, un Lord anglais âgé, les signes de la présence du talisman et affirme que le chevalier a été choisi. Plus tard, Viviane Wembly, une brillante professeure d'Oxford célibataire, enseigne à ses élèves l'époque médiévale du roi Arthur sans pour autant y croire elle-même. Le vieux Lord l'observe en retrait, puis glisse une enveloppe dans la Citroën DS de la jeune femme avant de donner des instructions à la voiture (on comprend qu'il s'agit d'un Transformer).
Sur Cybertron, Optimus est sous l'emprise de Quintessa qui lui demande de récupérer son bâton volé par ses douze Chevaliers. Pendant ce temps, Cade, Hound et Bumblebee rejoignent Drift, Crosshairs, Wheelie, Grimlock, Slug, ainsi que les mini Dinobots, dans leur planque, une casse dans le Dakota du Sud. Mais Cade doit composer avec l'indiscipline de ses amis et passe ses nerfs sur Jimmy, son employé. Daytrader, le frère de Hound, lorgne le talisman et prétend que c'est un signe imminent d’apocalypse. Apparaît alors Izabella, la jeune fille de Chicago, qui s'était planquée avec Sqweeks à bord du véhicule de Cade. Elle veut combattre aux côtés de ce dernier, arguant que les Autobots sont sa seule famille et qu'elle en connait la physiologie cybertronienne. Ces points en commun avec Cade le persuadent de la laisser rester.
À travers le monde, six cornes de métal gigantesque sortent désormais continuellement du sol, chaque jour un peu plus. Simmons, qui enquête de son côté, pense que ce sont six coordonnées tandis que Lord Folgan affirme que Cybertron arrive. Pendant ce temps, la NASA alerte le personnel présidentiel pour signaler la présence d'une planète qui entrera en collision avec la Terre dans trois jours.
Cade prend des nouvelles de sa fille par téléphone satellite relayé par Hound mais ne peut lui parler sans se faire repérer. Au Pentagone, le général Morshower briefe Lennox au sujet de Megatron : il s'intéresse aux cornes et a pris deux agents de la CIA en otage afin de négocier. Lennox et quelques avocats rencontrent alors Megatron en plein désert qui négocie la libération de Mohawk, Dreadbot, Nitro Zeus et Onslaught (seule celle de Berserker lui est refusée). Morshower veut donner les coordonnées de Cade aux Decepticons afin qu'ils récupèrent le Talisman, puis suivre l'ennemi qui mènera la TRF jusqu'au Bâton.
Au matin, les Decepticons se préparent à attaquer, suivis de près par la TRF. Avertis, Cade, Jimmy, Izabella et le gros des Autobots parviennent à s'échapper, couverts par Hound, resté en arrière pour retenir l'ennemi sur place mais Barricade et Nitro Zeus tuent (hors de l'écran) l'excavateur Autobot Trench. Le groupe se dirige ensuite vers la ville voisine, où Drift trouve le traceur sur Bee. Les Dinobots Grimlock et Slug détruisent une partie des forces de la TRF et Santos décide de faire intervenir des drones. Les Decepticons arrivent à leur tour et sont distraits par l'intervention involontaire de Sqweeks puis Izabella. Cade, sur qui le talisman s'est maintenant accroché, déclenche des explosifs avant l'intervention des Autobots et des Dinobots. Dreadbot, Onslaught et Mohawk sont tués tandis que Megatron se retire avec Nitro Zeus et Barricade.
Cade, Izabella et Jimmy se cachent ensuite dans une église mais sont pris en chasse par les drones. Le trio se dirige alors vers un autre bâtiment désaffecté où ils rencontrent Cogman, qui annonce qu'il est venu chercher Cade. La discussion tourne court quand un drone propulse Cade dans les airs avant d'atterrir sur un toit. Mais le talisman le protège des balles en se déplaçant sur son corps et Cade finit par retrouver la terre ferme tandis que Crosshairs détruit les derniers drones. Cogman explique ensuite à Cade qu'il a désormais une quête à accomplir de par le talisman qu'il porte et le convainc d’aller avec lui et de laisser ses amis pour garantir leur sécurité, car ils sont en péril s'ils restent avec lui. Cade et Bee accompagnent alors Cogman pour l'Angleterre à bord d'un vieux YB-49, suivis de loin par les Decepticons et la TRF.
Simmons appelle le Comte de Folgan pour lui faire savoir qu'il a trouvé un manuscrit (le Livre de Cyber-Kells) sur l'histoire à venir. La NASA, quant à elle, suit l'avancée de l'exoplanète entrante, maintenant identifiée comme Cybertron. À bord, Quintessa révèle à Optimus que la Terre est en fait Unicron et qu'il devra aspirer toute son énergie avec le Bâton pour restaurer Cybertron. Optimus est désormais totalement sous le contrôle de Quintessa - ses yeux passant du bleu au violet, et devient Nemesis Prime. Il devra combattre tous ceux qui s’interposeront à sa nouvelle mission.
En Angleterre, Viviane entre dans sa voiture et l'enveloppe tombe de la boîte à gants. À peine a-t-elle lu l'invitation du Comte de Folgan que la voiture démarre en trombe toute seule. Viviane essaie de s'échapper mais le Transformer se présente avec un accent français (ou italien dans la VF) comme Hot Rod et maintient la jeune femme à l'intérieur, avant de se reconfigurer en Lamborghini. Au même moment, l'avion de Cade atterrit avant que lui et Bee ne soit amenés par Cogman au château où le Comte de Folgan les accueille. Hot Rod arrive peu après avec Viviane, énervée d'avoir été enlevée.
Une fois les choses calmées, le Comte de Folgan se présente comme Sir Edmund Burton, le dernier de l’Ordre des Witwiccans. Il présente Viviane à Cade mais la différence de classe entre l'anglaise et l'américain pimente quelque peu leur rencontre…Sir Burton présente ensuite ses ancêtres et la communauté des Witwiccans (explorateurs, inventeurs, artistes, hommes d'état…), une société chargée de protéger l'histoire des Transformers qui aident les humains dans tous leurs combats depuis des siècles. Parmi eux, le père défunt de Viviane ainsi que Sam Witwicky, Optimus Prime, Ironhide, Bumblebee, Jolt et Hot Rod.
Sir Burton explique que cette alliance commença à l'époque du roi Arthur. Il montre également la table ronde d’origine utilisée par le roi et ses chevaliers lorsqu'ils combattirent aux côtés des douze Chevaliers Gardiens de Cybertron. La légende veut aussi qu'un dernier chevalier soit choisi pour la survie du monde. Cade fut ainsi élu par le Talisman de par ses qualités chevaleresques. Sur la table ronde forgée sur Cybertron se trouve outre un dessin énigmatique, des écrits cybertroniens faisant références au Bâton. Viviane est sceptique mais Cogman et Sir Burton lui prouvent qu'elle seule peut débloquer le pouvoir de cette arme en tant que dernière descendante de Merlin. Le temps est désormais compté car Cybertron est plus proche de la Terre que jamais.
Bientôt, le MI6 et les forces de la TRF débarquent. Hurricane, un vieil Autobot, tente d'intervenir mais tombe en pièce ; Sir Burton, Cogman, Viviane, Cade et Bee s'échappent finalement grâce à Hot Rod. Viviane amène Cade chez sa famille pour tenter de retrouver des indices dans le bureau de son père. Sir Burton quant à lui, est pressé par Simmons au téléphone de se rendre à la bibliothèque de la Trinité pour trouver le fameux manuscrit mais ce dernier demande à être intronisé dans l'Ordre des Witwiccans. Ceci fait, il dirige Sir Burton vers le livre, qui révèle que la Terre, baptisée jadis Unicron, va être aspirée par Cybertron et Quintessa. Les cornes qui jaillissent doivent la combattre et forment un cercle parfait sur les continents autrefois réunis, la Pangée, le mystérieux dessin sur la table ronde. Au centre du cercle se situe Stonehenge, le lieu de la bataille à venir entre les deux planètes.
Cade et Viviane finissent par trouver un indice dans un de ses livres d'enfants : le HMS Alliance au musée de la marine. Après une course poursuite dans les rues de Londres, Cogman et Burton parviennent à semer les agents tandis que Viviane et Cade à bord de Bumblebee se débarrassent de Barricade. Le petit groupe se retrouve au musée de la marine et monte à bord de l'HMS Alliance. Sir Burton laisse ensuite le soin à Cade et Viviane, accompagnés de Cogman, de ramener le Bâton grâce au sous-marin (un ancien Transformers) qui les guidera jusqu'à l'objet. Viviane touche les commandes et le submersible prend vie avant d'appareiller avec Bumblebee accroché à l'extérieur.
Le départ du sous-marin est remarqué par la TRF à bord de navires de l'US Navy alors en route vers l'Angleterre. Lennox, Santos et un groupe de commando plongent à bord de DSRV pour les traquer tandis qu'un sous-marin d'attaque tente de les intercepter en vain. Pendant ce temps là au 10 Downing Street, Sir Burton demande à voir le Premier ministre mais est renvoyé. En mer, Viviane et Cade partagent une alchimie sexuelle maladroite jusqu'à ce que Cogman leur serve un repas romantique. Sir Burton parvient enfin à rencontrer le Premier ministre en passant par une entrée secrète et, de par sa notoriété de Witwiccan, lui intime l'ordre de mobiliser un maximum de forces armées à Stonehenge.
Le HMS Alliance parvient à un vaste vaisseau alien posé sur le fond océanique, suivi peu après des DSRV de la TRF. En surface, Cybertron est désormais visible dans le ciel aux yeux du monde entier, son arrivée provoquant la perte de l'ISS. Les Autobots et Izabella décident alors de partir pour l'Angleterre avec l'ancien vaisseau de Lockdown. Après avoir exploré le vaisseau, Cade et Viviane trouvent des chevaliers géants figés autour de la tombe de Merlin. Mais à l'intérieur se trouve, à leur désarroi, un simple bâton en bois. Bientôt, un des chevaliers se réveille et attaque. Cade le distrait et la TRF, arrivée sur place à ce moment-là, ouvre le feu et parvient à le faire tomber dans le vide.
Viviane attrape le bâton de bois pour aider Cade mais, se faisant, l'active soudainement. Quintessa perçoit alors l'objet et le vaisseau sous-marin se met alors en mouvement en direction la surface. Lennox et Santos veulent s’emparer du bâton, mais Viviane révèle qu'elle seule peut l'utiliser. Deux autres chevaliers se réveillent bientôt et attaquent le groupe d'humains mais Nemesis Prime apparaît soudainement et les tue. L'ancien leader des Autobots force Viviane à lui remettre le bâton sous le regard incompréhensif des autres, avant de s'en aller. Viviane, Santos et le reste du commando retournent aux sous-marins pendant que Lennox et Cade poursuivent Prime, Bumblebee les ayant devancés.
L'énorme vaisseau finit par faire surface et Bumblebee combat Nemesis Prime tandis que Cade tente de raisonner ce dernier. Le vaisseau finit par s'envoler et Nemesis prend le dessus sur Bee. Mais durant quelques secondes, Bee parvient à parler à son ami en retrouvant sa propre voix. Perdant soudainement toute influence de Quintessa, Nemesis redevient Optimus (ses yeux repassant du violet au bleu). Mais Megatron et Nitro Zeus arrivent et s’emparent du bâton après avoir accusé Optimus d'avoir définitivement abandonné Cybertron pour la Terre. Les deux Decepticons repartent tandis que les Chevaliers restants sortent du vaisseau. L'un d'eux s'apprête à exécuter Optimus pour sa traîtrise mais le Talisman se transforme en une épée que Cade utilise pour bloquer celle du chevalier. Les Chevaliers reconnaissent alors Cade comme un des leurs.
Optimus présente ses excuses à Cade et aux habitants de la planète qu'il a involontairement condamnée. Cade ne perd pas espoir et compte sur Optimus pour rebondir. Le chef des Autobots reprend alors son rôle et annonce qu'ils doivent détruire Quintessa. Apparaît alors le vaisseau des autres Autobots venus en renfort.
Des parties de Cybertron commencent à s'agripper à la Terre tandis que les Decepticons arrivent à Stonehenge avec le bâton. Sir Burton est sur place lui aussi. Grâce aux informations d'Optimus, Lennox contacte Morshower pour indiquer les coordonnées où tout se jouera : une chambre de combustion sur Cybertron où le bâton doit être amené. Un drone militaire repère l'endroit qu'un scientifique de la NASA suggère de neutraliser rapidement. Cade propose d'utiliser le vaisseau Autobots pour charger les Osprey afin qu'ils puissent débarquer près de la chambre et récupérer le bâton mais la NASA est sceptique.
À Stonehenge, les Decepticons Megatron, Barricade et Nitro Zeus attendent l'alignement imminent de Cybertron mais Sir Burton ouvre le feu le premier sur les ennemis, suivi des forces britanniques en embuscade. Megatron blesse grièvement le Lord anglais avant de s'envoler avec Nitro Zeus sur Cybertron, Barricade s'étant probablement enfui. Les Autobots et les chevaliers se regroupent avec la TRF et Cade retrouve Jimmy et Izabella. Optimus Prime désigne Viviane comme la seule pouvant récupérer le bâton et tous devront la protéger dans sa quête. Optimus décolle ensuite le premier pour ouvrir la voie avant que les Osprey n'arrivent pour embarquer tout le monde. Entre-temps, Cogman retrouve Sir Burton mais ne peut qu'assister au décès du dernier des Witwiccans britanniques.
Sur Cybertron, Megatron donne le bâton à Quintessa qui l'active dans la chambre de combustion. Cybertron commence alors à se reformer en utilisant l'énergie géothermique de la Terre, entraînant une destruction mondiale massive. Le vaisseau Autobot est en route pour Cybertron avec les Osprey tandis que des F-16 et des F-35 tentent de neutraliser les défenses ennemies. Mais les jets sont malmenés et Lennox ordonne le déploiement immédiat des Osprey. Cade découvre alors avec effroi qu'Izabella et Sqweeks sont aussi montés à bord. Les chevaliers se muent en un dragon à trois têtes et font diversion avec l'aide des Autobots à bord de chasseurs et les jets restants. Les Osprey parviennent jusqu'à la zone de largage et se crashent faute de portance suffisante à cette altitude.
Megatron et des Decepticons défendent leur position et les hommes sont cloués sur place à cause d'une batterie de canon. Izabella demande alors à Sqweeks de la détruire en se faufilant grâce à sa petite taille. Les gardes Infernicon de Quintessa fusionnent en un puissant robot, Infernocus, qui abat les chasseurs des Autobots. Pendant ce temps, les scientifiques de la NASA proposent une frappe tactique afin de détacher un morceau voisin de Cybertron pour faire chuter la chambre de combustion. Morshower ordonne à Lennox et ses hommes de marquer la cible au laser avant d'évacuer en parachute.
Sqweeks réussit à faire exploser la batterie de canon et Optimus arrive à bord du dragon et élimine Infernocus sans difficulté puis charge avec les Autobots. Santos parvient à marquer la cible avant que toute l'équipe ne commence à évacuer Cybertron en parachute. Les missiles des jets font mouche mais Viviane préfère rester en arrière en cas d'échec, et Cade la suit. Le morceau détaché frappe la plate-forme contenant la chambre mais cette dernière demeure toujours active. À l'intérieur, les Autobots et les Decepticons se battent tandis que Viviane et Cade tentent de récupérer le bâton. La jeune femme réussit à atteindre l'objet mais ne peut le retirer. Quintessa commande à Megatron de la tuer mais il est expédié hors du vaisseau par Optimus.
La chambre finit par tomber dans le vide, projetant tous ses occupants en apesanteur. Bumblebee tue Nitro Zeus et Cade parvient à propulser Viviane vers le bâton toujours actif. Optimus attaque Quintessa qui résiste mais Bumblebee lui tire dessus par derrière et la déesse disparaît dans un éclair. Viviane finit par retirer le bâton, mettant ainsi fin au transfert d'énergie. La chambre s'écrase au sol avec des morceaux de Cyberton, Optimus parvenant à sortir à temps avec Cade et Viviane à son bord en mode véhicule.
La Terre et Cybertron sont maintenant réunis, de même que Cade et Viviane. Les humains et les Autobots doivent reconstruire ensemble leurs planètes respectives. Optimus appelle tous les Autobots à rentrer sur Cybertron. Quintessa, qui a survécu et pris forme humaine, s'adresse à l'un des scientifiques qui étudient une des gigantesques cornes de métal dans un désert et propose de lui dire comment tuer Unicron (donc la Terre)...

## Fiche technique
Sauf indication contraire, les informations mentionnées dans cette section peuvent être confirmées par la base de données cinématographiques IMDb,  présente dans la section « Liens externes ».
- Titre original et français : Transformers: The Last Knight
- Titre québécois : Transformers : Le Dernier Chevalier
- Réalisation : Michael Bay
- Scénario : Art Marcum, Matt Holloway et Ken Nolan, d'après une histoire de Akiva Goldsman, Art Marcum, Matt Holloway et Ken Nolan
- Musique : Steve Jablonsky
- Direction artistique : Hugo Santiago, Anthony Caron-Delion, Todd Cherniawsky, Geoffrey S. Grimsman, David Scott, Tom Still et Mark Walters
- Décors : Jeffrey Beecroft
- Costumes : Lisa Lovaas
- Photographie : Jonathan Sela
- Son : Gary Summers, Eric Flickinger, Drew Webster
- Montage : Roger Barton, Mark Sanger, Adam Gerstel, Debra Neil-Fisher, John Refoua et Calvin Wimmer
- Production : Ian Bryce, Tom DeSanto, Lorenzo di Bonaventura et Don Murphy

Production déléguée : Michael Bay, Steven Spielberg, Brian Goldner et Mark Vahradian
Production associée : Daren Hicks, Jonathan Hook et Harry Humphries
Coproduction : Matthew Cohan, K.C. Hodenfield et Michael Kase
- Sociétés de production[1] :
  - États-Unis : Di Bonaventura Pictures, Ian Bryce Productions, Tom DeSanto/Don Murphy Production, en association avec Hasbro, avec la participation de Paramount Pictures
  - Chine : Huahua Media
- Sociétés de distribution :
  - États-Unis, Canada, France : Paramount Pictures
  - Belgique : Universal Pictures International
- Budget : 217 millions de $[2]
- Pays d'origine :  États-Unis,  Chine,  Canada
- Langue originale: anglais
- Format[3] : couleur - D-Cinema - 1,90:1 / 2,00:1 / 2,28:1 / 2,39:1
  - son : DTS (DTS: X) | Dolby Digital | Dolby Atmos | Dolby Surround 7.1 | Auro 11.1
  - son IMAX : IMAX 6-Track | IMAX 12-Track | Sonics-DDP (IMAX version)
- Genres : Science-fiction et action
- Durée : 154 minutes
- Dates de sortie[4] :
  - États-Unis, Canada : 21 juin 2017
  - Chine : 23 juin 2017
  - France, Belgique, Suisse romande[5] : 28 juin 2017
- Classification[6] :
  -  États-Unis : Accord parental recommandé, film déconseillé aux moins de 13 ans (certificat #51067) (PG-13 - Parents Strongly Cautioned)[Note 1].
  -  Canada (Colombie-Britannique) : Certaines scènes peuvent heurter les enfants - Accord parental souhaitable (PG - Parental Guidance).
  -  Québec : Tous publics (G - General Rating)[7].
  -  Chine : Pas de système.
  -  France : Tous publics (visa d'exploitation no 146534 délivré le 26 juin 2017)[8].

## Distribution

### Humains
- Mark Wahlberg (VF : Bruno Choël ; VQ : Martin Watier) : Cade Yeager
- Josh Duhamel (VF : Alexis Victor ; VQ : Patrice Dubois) : le colonel William Lennox
- Laura Haddock (VF : Victoria Grosbois ; VQ : Amélie Bonenfant) : Viviane Wembly
- Anthony Hopkins (VF : Jean-Pierre Moulin ; VQ : Jean-Marie Moncelet) : Sir Edmund Burton
- Isabela Moner (VF : Orphée Silard ; VQ : Célia Gouin-Arsenault) : Izabella
- Stanley Tucci (VF : Bernard Alane ; VQ : Jacques Lavallée) : Merlin
- Santiago Cabrera (VF : Félicien Juttner ; VQ : Jean-François Beaupré) : l'agent Santos de la TRF
- Jerrod Carmichael (VF : Namakan Koné ; VQ : Nicholas Savard L'Herbier) : Jimmy
- Glenn Morshower (VF : Patrick Borg ; VQ : Marc Bellier) : le général Morshower
- John Turturro (VF : Vincent Violette ; VQ : François L'Écuyer) : Seymour Simmons
- Tony Hale (VF : Nessym Guetat) : Tony, l'ingénieur JPL
- Liam Garrigan (VF : Laurent Maurel ; VQ : Jean-Philippe Baril-Guérard) : le Roi Arthur
- Rob Witcomb (VF : Christophe Lemoine ; VQ : Guillaume Champoux) : Perceval
- Daniel Adegboyega (VQ : Patrick Chouinard) : Saebert
- Mitch Pileggi : Rick McFicky, directeur de la TRF
- Gil Birmingham (VF : Jean-Marc Charrier ; VQ : François Trudel) : Sherman
- Barbara Eve Harris : La Colonel du Pentagone
- Nicola Peltz (VF : Ludivine Maffren ; VQ : Juliette Mondoux) : Tessa Yeager (caméo vocal)
- Shia LaBeouf : Sam Witwicky (caméo photographique)

### Transformers
- Peter Cullen (VF : Jacques Frantz ; VQ : Guy Nadon) : Optimus Prime / Nemesis Prime (voix)
- Gemma Chan (VF : Caroline Victoria ; VQ : Véronic Rodrigue) : Quintessa
- Frank Welker  (et autre(s) acteur(s) pour les chevaliers gardiens) : 
  - Mégatron (VF : Julien Kramer ; VQ : Stéphane Rivard) (voix)
  - Canopy (VF : Julien Kramer) (voix)
  - Les chevaliers Gardiens : Stormreign / Steelbane / Skullitron / Guardian / Dragonicus (VF : Julien Kramer et ???) (voix)
- Jess Harnell : Barricade (voix)
- Erik Aadahl (en) : Bumblebee (VF : Julien Allouf) (voix)
- John Goodman (VF : Benoît Allemane ; VQ : Yves Corbeil)[Note 2] : Hound (voix)
- John DiMaggio  :
  - Crosshairs (VF : Serge Biavan ; VQ : Louis-Philippe Dandenault) (voix)
  - Nitro Zeus (VF : Diouc Koma) (voix)
  - Onslaught (voix)
- Ken Watanabe (VF : Guillaume Orsat ; VQ : Éric Gaudry) : Drift (voix)
- Omar Sy (VF : Michel Elias ; VQ : Frédéric Desager) : Hot Rod (voix)
- Jim Carter (VF : Vincent Grass ; VQ : Jean-François Blanchard) : Cogman (voix)
- Steve Buscemi (VF : Vincent Ropion ; VQ : Sylvain Hétu) : Daytrader (voix)
- Reno Wilson :
  - Sqweeks (voix)
  - Mohawk (VF : Jean-Baptiste Anoumon) (voix)
- Tom Kenny (VF : Gérard Surugue ; VQ : Renaud Paradis) : Wheelie (voix)
- Mark Ryan :
  - Bulldog (VF : Patrick Raynal) (voix)
  - Lieutenant (voix)
- Steven Barr : 
  - Berserker (voix)
  - Volleybot (voix)

## Production

### Genèse et développement
En mars 2015, le site américain Deadline.com révèle que Paramount Pictures est en négociation avec Akiva Goldsman pour « pitcher » de nouvelles idées pour le futur de la franchise Transformers. La Paramount ambitionne de s'inspirer des projets de James Cameron et 20th Century Fox pour les suites d'Avatar ou la renaissance par Disney de Star Wars avec suites et spin-offs et ainsi créer un univers commun semblable à l'univers cinématographique Marvel. Akiva Goldsman est ainsi à la tête des futurs projets et collabore avec le réalisateur Michael Bay, le producteur délégué Steven Spielberg et le producteur Lorenzo di Bonaventura pour créer un groupe d'auteurs pour développer d'eventuelles suites, préquelles et spin-off Transformers. Ce groupe inclut ainsi Christina Hodson, Lindsey Beer, Andrew Barrer et Gabriel Ferrari, Robert Kirkman, Art Marcum, Matt Holloway, Zak Penn, Jeff Pinkner, Ken Nolan et Geneva Robertson-Dworet. Robert Kirkman quitte rapidement l'équipe en raison de problèmes de santé. En juillet 2015, Akiva Goldsman et Jeff Pinkner sont annoncés sur le script du film. En novembre 2015, en raison de l'engagement d'Akiva Goldsman pour créer des équipes de scénaristes pour des films G.I. Joe et Micronauts, la Paramount se tourne vers Art Marcum, Matt Holloway et Ken Nolan pour écrire le scénario de ce 5e film.
Après le 4e film Transformers : L'Âge de l'extinction, Michael Bay décide de ne plus réaliser de film Transformers. Cependant, en janvier 2016, il confirme son retour pour une dernière fois, dans une entrevue dans le magazine Rolling Stone.
Paramount Pictures décide de dépenser 80 millions de dollars pour la production au Michigan, ce qui rapporte 21 millions grâce à la fiscalité incitative. Le 17 mai 2016, Michael Bay révèle le titre officiel du film, The Last Knight, sur son compte Instagram.
Le 6 décembre 2016, la première bande-annonce est dévoilée. Elle tease les Transformers Dragonstorm, Canopy, Optimus Prime, Sqweeks, Unicron , Bumblebee, Dreadbot, Mohawk, Nitro Zeus, Onslaught, Mégatron et Barricade. Son point culminant est la confrontation entre les deux héros de la saga : Optimus Prime et Bumblebee.
Le 5 février 2017, la deuxième bande-annonce est dévoilée, à l'occasion du Superbowl, elle est plus courte que les autres pour cette raison. Elle tease notamment le retour de Grimlock. Son point culminant est un nouveau plan du combat qui oppose Optimus et Bumblebee : ce dernier frappe le leader des Autobots avec un marteau.
Le 11 mars 2017, la troisième bande annonce sort à l'occasion du Kids Choice Awards. Elle est donc orientée pour le public enfant et centrée autour des personnages Izabella et Sqweeks. Elle tease le retour de Crosshairs, Hound et les Chevaliers de Cybertron. Elle est également accompagnée d'un extrait inédit qui implique Izabella et l'Autobot Canopy. Son point culminant est une scène comique dans laquelle Grimlock mâche une voiture.
Le 12 avril 2017, la quatrième bande-annonce est dévoilée. C'est la bande annonce principale. Elle tease Quintessa, Cogman et les Infernocons. Son point culminant est la décapitation de tous les Infernocons en un seul mouvement par Optimus.
Le 17 mai 2017 , la cinquième bande annonce est dévoilée. C'est une bande annonce dite "Internationale". Elle tease Hot Rod et Infernocus. Son point culminant est la capacité de Bumblebee à se ré-assembler après avoir été détruit.
Le 8 juin 2017 , la sixième bande annonce est dévoilée. C'est en réalité un "TV Spot" rallongé. Elle tease le Bumblebee de la seconde guerre mondiale. Son point culminant est la confrontation entre Bumblebee et Barricade.
Au total, cinq bandes annonces différentes ont été dévoilées.

### Attribution des rôles
En décembre 2015, Mark Wahlberg confirme son retour dans cette suite. En février 2016, des casting call ont lieu pour des seconds rôles à Los Angeles et Londres.
En avril 2016, The Wrap révèle qu'Isabela Moner est en négociation pour incarner Izabella et que Michael Bay aimerait recruter Jean Dujardin, Stephen Merchant et Jerrod Carmichael,. En avril 2016, Josh Duhamel confirme son retour dans la franchise.
Josh Duhamel et Anthony Hopkins se retrouvent un an plus tard après Manipulations en 2016.
L'acteur Liam Garrigan a déjà joué le rôle du roi Arthur dans la série télévisée Once Upon a Time.

### Tournage

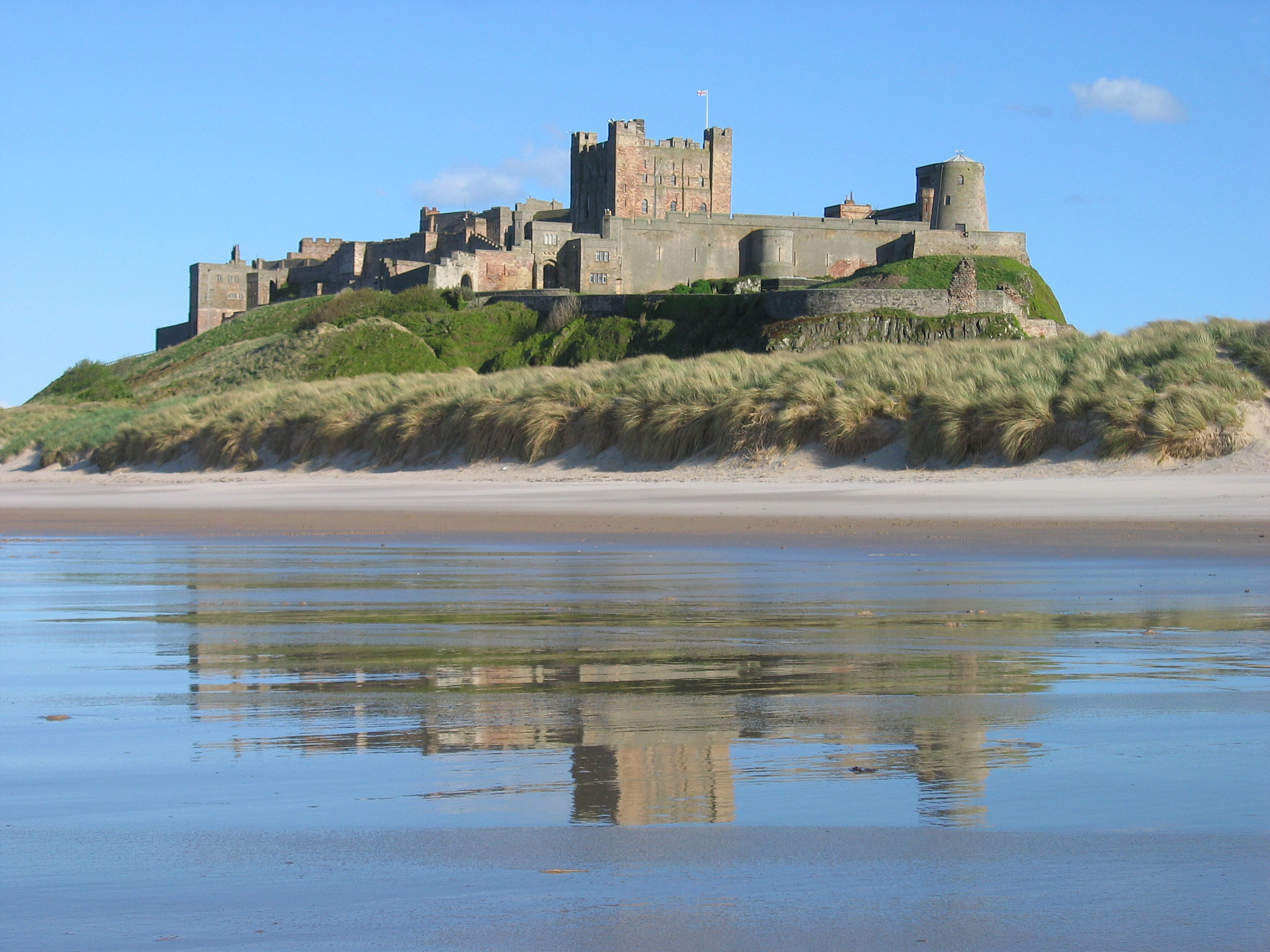
Le Château de Bamburgh, est un autre des nombreux endroits utilisés dans le film

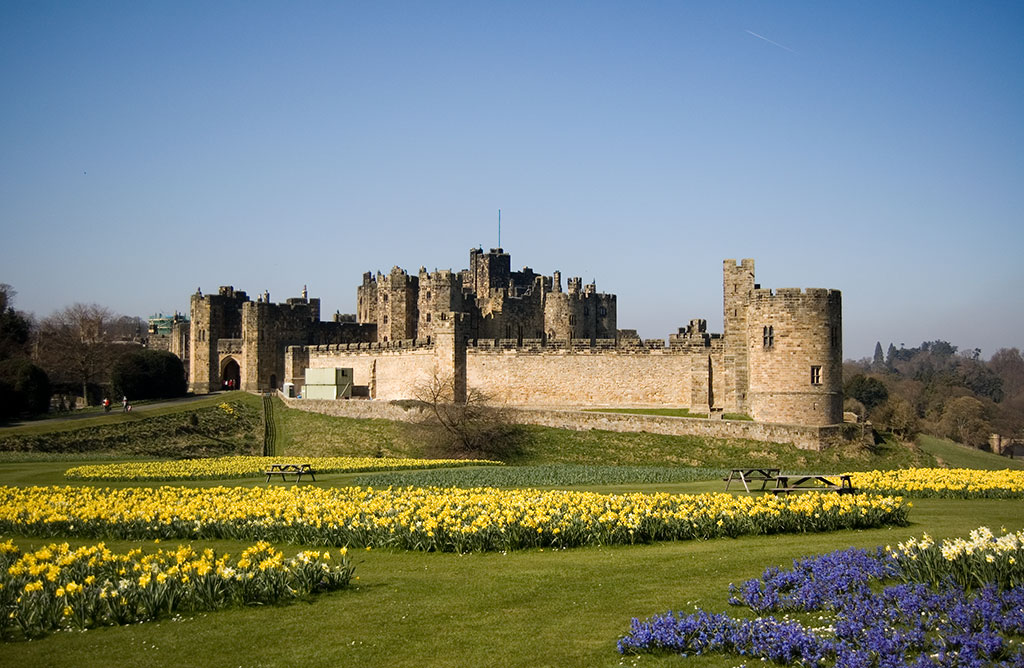
Le Château d'Alnwick à Alnwick, Northumberland, est l'un des nombreux endroits utilisés dans le film

Le tournage débute le 25 mai 2016 à La Havane à Cuba pour quelques scènes en équipe réduite,,. C'est le second film américain tourné sur le sol cubain, peu après Fast and Furious 8.
Le tournage se poursuit en juin 2016 à Détroit et Londres,,,. Il aura ensuite lieu à Chicago dans l'Illinois.
Les scènes qui se passent dans la casse des Badlans (Dakota du Sud) ont été tournées au Desert Valley Auto Parts (Phoenix Arizona).

## Accueil

### Accueil critique
Le film a reçu des critiques négatives à sa sortie. Sur le site agrégateur de critiques Rotten Tomatoes, obtient un score de 15 % d'avis favorables, avec une moyenne de 3.3⁄10, basée sur 159 critiques. Sur Metacritic, il obtient une note de 28⁄100 basée sur 46 critiques. En France, les critiques sont mitigées ; sur Allociné, il obtient une moyenne de 2.3⁄5 basée sur l'interprétation de 15 critiques de presse.

### Box-office
| Pays ou région | Box-office        | Date d'arrêt du box-office | Nombre de semaines |
| -------------- | ----------------- | -------------------------- | ------------------ |
| Chine          | 228 842 508 $     | 23 juillet 2017            | 5                  |
| États-Unis     | 130 168 683 $     | 24 août 2017               | 9                  |
| France         | 1 428 793 entrées | 22 août 2017               | 8                  |
| Allemagne      | 1 189 585 entrées | 10 septembre 2017          | 12                 |
| Italie         | 709 868 entrées   | 10 septembre 2017          | 12                 |
| Mondial        | 605 425 157 $     | 10 septembre 2017          | 12                 |

## Distinctions
Entre 2017 et 2018, Transformers: The Last Knight a été sélectionné 23 fois dans diverses catégories et a remporté 4 récompenses,.

### Distinctions 2017
| Festivals de cinéma                                                              | Catégorie / Récompense                               | Nommé(es) / Lauréat(es)                 | Nommé(es) / Lauréat(es) |
| -------------------------------------------------------------------------------- | ---------------------------------------------------- | --------------------------------------- | ----------------------- |
| Association des critiques de cinéma de Saint-Louis                               | Pire film de l'année                                 | -                                       | Nomination              |
| Grand Prix international de doublage (Gran Premio Internazionale del Doppiaggio) | Prix du film du Meilleur mixage de doublage          | Andrea Roversi et SDI Media             | Lauréat                 |
| Prix de la bande-annonce d'or                                                    | Meilleur blockbuster de l'été 2017                   | Paramount Pictures et Rogue Planet      | Nomination              |
| Prix de la bande-annonce d'or                                                    | Meilleur spot télévisé du blockbuster d'été 2017     | Paramount Pictures et Industry Creative | Nomination              |
| Prix de la bande-annonce d'or                                                    | Meilleur trailer pour un long métrage                | Paramount Pictures et Industry Creative | Nomination              |
| Prix du jeune public                                                             | Prix du jeune public de la Meilleure scène de combat | (Bumblebee contre Nemesis Prime)        | Lauréat                 |
| Prix du jeune public                                                             | Meilleur film d'action                               | Paramount Pictures                      | Nomination              |
| Prix du jeune public                                                             | Meilleur film d'été                                  | -                                       | Nomination              |
| Prix du jeune public                                                             | Meilleur acteur de l'été                             | Mark Wahlberg                           | Nomination              |
| Prix du jeune public                                                             | Meilleure actrice de l'été                           | Isabela Merced                          | Nomination              |
| Prix Schmoes d'or (Golden Schmoes Awards)                                        | Pire film de l'année                                 | -                                       | Nomination              |

### Distinctions 2018
| Festivals de cinéma                                                    | Catégorie / Récompense                              | Nommé(es) / Lauréat(es) | Nommé(es) / Lauréat(es) |
| ---------------------------------------------------------------------- | --------------------------------------------------- | --- | ----------------------- |
| Société des critiques de cinéma d'Hawaii (Hawaii Film Critics Society) | Prix HFCS du Pire film de l'année                   | - | Lauréat                 |
| Éditeurs de sons de films                                              | Meilleur montage de musique dans un film            | Alex Gibson, Jeanette Surga, Jason Ruder, Bryan Lawson, Sam Zeines, Daniel DiPrima, Darrell Hall, Philip Tallman et Dane Leon | Nomination              |
| Prix Razzie,                                                           | Prix Razzie - Tellement pourri que vous l'avez aimé | - | Lauréat                 |
| Prix Razzie,                                                           | Pire film                                           | - | Nomination              |
| Prix Razzie,                                                           | Pire préquelle, remake, plagiat ou suite            | - | Nomination              |
| Prix Razzie,                                                           | Pire combinaison à l’écran                          | Toute combinaison de deux humains, deux robots ou deux explosions                                                             | Nomination              |
| Prix Razzie,                                                           | Pire réalisateur                                    | Michael Bay | Nomination              |
| Prix Razzie,                                                           | Pire scénario                                       | Art Marcum, Matt Holloway, Akiva Goldsman et Ken Nolan                                                                        | Nomination              |
| Prix Razzie,                                                           | Pire acteur                                         | Mark Wahlberg | Nomination              |
| Prix Razzie,                                                           | Pire second rôle masculin                           | Josh Duhamel | Nomination              |
| Prix Razzie,                                                           | Pire second rôle masculin                           | Anthony Hopkins | Nomination              |
| Prix Razzie,                                                           | Pire second rôle féminin                            | Laura Haddock | Nomination              |

## Autour du film
Le 9 juin 2016 sur le tournage du film, Michael Bay retrouve le chien le plus abandonné de Grande-Bretagne dans un refuge de Liverpool une femelle de sept ans de race American Pit Bull Terrier qui se nomme Freya. Ce dernier va lui offrir un rôle et écrit sur son compte Twitter « Nous allons aussi lui chercher une maison si personne n'en veux, elle viendra chez moi ». En novembre 2016, Michael Bay suscite la polémique en Angleterre lorsqu'il transforme le palais de Blenheim en QG nazi.

### Suites
Le spin-off Bumblebee est le premier film dérivé de la saga pour sortir à la fin 2018.
Il était prévu que la suite, qui ne serait pas réalisée par Michael Bay, sorte en 2019. Les mauvais résultats de The Last Knight repoussèrent indéfiniment la suite et un reboot ou prequel a alors été envisagé.
Cependant en décembre 2018, le producteur de la franchise Lorenzo di Bonaventura assure que ce ne sera pas le cas, qu'il n'y aura pas de reboot et que la saga principal Transformers va bel et bien continuer mais avec beaucoup de changement. Il dit aussi qu'ils sont déjà en train de travailler sur un autre film Transformers et qu'il sera différent des précédents.
Il parle également de leurs futurs projets pour la suite de la franchise, comme un film sur Cybertron ou encore un film solo sur Optimus Prime (en cours de développement).
En mars 2019, le producteur Lorenzo di Bonaventura annonce officiellement qu'un nouveau film Bumblebee est en cours d'écriture et qu'un nouveau film Transformers est également en cours d'écriture. Cependant il s'agira vraisemblablement d'un film dans la continuité de Bumblebee. Cette direction est confirmée avec Transformers: Rise of the Beasts, sorti en 2023 et qui réorganise la franchise.

### SagaTransformers
- 2007 : [[Transformers (film)|Transformers]]
- 2009 : Transformers 2 : La Revanche
- 2011 : Transformers 3 : La Face cachée de la Lune
- 2014 : Transformers : L'Âge de l'extinction
- 2017 : Transformers: The Last Knight
- 2018 : Bumblebee
- 2023 : Transformers: Rise of the Beasts